# 6252 Montevideo
6252 Montevideo (1992 EV11) là một tiểu hành tinh vành đai chính được phát hiện ngày 6 tháng 3 năm 1992 bởi UESAC ở La Silla.